# Butte City
Butte City é uma cidade localizada no estado americano de Idaho, no Condado de Butte.

## Demografia
Segundo o censo americano de 2000, a sua população era de 76 habitantes. 
Em 2006, foi estimada uma população de 73, um decréscimo de 3 (-3.9%).

## Geografia
De acordo com o United States Census Bureau tem uma área de 
0,5 km², dos quais 0,5 km² cobertos por terra e 0,0 km² cobertos por água. Butte City localiza-se a aproximadamente 1622 m acima do nível do mar.

## Localidades na vizinhança
O diagrama seguinte representa as localidades num raio de 48 km ao redor de Butte City. 